# Fernando Cornejo
Fernando Andrés Cornejo Jiménez (Quinta de Tilcoco, 28 de enero de 1969-Santiago, 24 de enero de 2009) fue un futbolista chileno que jugaba de centrocampista. A lo largo de su carrera vistió las camisetas de O'Higgins, Universidad Católica y Cobreloa.

## Trayectoria
Debutó profesionalmente jugando por O'Higgins en 1988, situándose rápidamente como un jugador de referencia, incluso se convirtió en capitán del equipo cuando era dirigido por Nelson Acosta. En su trayectoria en Rancagua marcó 25 goles antes de ser transferido a Cobreloa en 1991, con el que ganó el título de Primera División al año siguiente. Sus buenas actuaciones en el equipo naranja lo llevaron a fichar por la Universidad Católica, donde estuvo dos temporadas, para luego regresar a Cobreloa. En su segunda etapa en el club loíno se coronó campeón de los torneos de Apertura y Clausura 2003 y Clausura 2004. Anunció su retiro en septiembre de 2005. Tras dejar la actividad se desempeñó como entrenador de las divisiones inferiores de Cobreloa.
Durante su carrera deportiva, su vida profesional y personal demostró ser una persona con grandes valores y un gran profesional, gran padre, amigo y compañero.

## Fallecimiento
El 19 de diciembre de 2008 Cornejo fue internado en el Hospital Clínico de la Universidad Católica luego que se sintiese muy mal y haber llamado a un amigo médico quien le ordenó hacerse exámenes. Estos revelaron la presencia de un avanzado cáncer gástrico que se había diseminado al hígado y al pulmón. Luego de más de un mes de hospitalización, durante el cual se intentó extirpar el tumor y tratarlo con quimioterapia, Cornejo falleció durante la madrugada del 24 de enero de 2009. El día de su funeral, dirigentes de Cobreloa anunciaron que el nuevo estadio de Calama llevaría su nombre, finalmente fue llamado «Zorros del Desierto», no obstante de este modo llamaron al sector Pacífico "Fernando Cornejo Jiménez" y a Galería Sur "Corazón de Minero" ambas en honor al fallecido exjugador y capitán de Cobreloa.
El club loíno retiró el número 8 (característico de Cornejo) en memoria de uno de los grandes jugadores del club, hasta 2014, donde el número 8 fue nuevamente utilizado por Fernando Cornejo Miranda, su hijo. Tras la salida de Cornejo Miranda del club minero, el dorsal siguió retirado hasta la temporada 2024, cuando fue usado por el otro hijo, Lucas Cornejo.

## Selección nacional
Fue internacional por Chile en 33 ocasiones, anotando dos goles. Debutó en abril de 1991, en un partido amistoso contra México. Fue convocado por el seleccionador Nelson Acosta para las Clasificatorias rumbo al Mundial de 1998, donde anota su gol más famoso con la cual La Roja empató en Argentina contra los locales. Posteriormente forma parte del equipo que participó en la Copa del Mundo de 1998, jugando en los partidos de primera fase contra Italia y Camerún, tras la clasificación de Chile a octavos de final, jugó como titular ante Brasil. El 2 de septiembre de 2000 disputó su último partido internacional, ante Colombia.

### Participaciones en Copas del Mundo
| Torneo                         | Sede    | Resultado        |
| ------------------------------ | ------- | ---------------- |
| Copa Mundial de Fútbol de 1998 | Francia | Octavos de final |

### Participaciones en Copa América
| Torneo            | Sede    | Resultado    |
| ----------------- | ------- | ------------ |
| Copa América 1993 | Ecuador | Primera fase |
| Copa América 1997 | Bolivia | Primera fase |

## Clubes
| Club                 | País  | Año       |
| -------------------- | ----- | --------- |
| O'Higgins            | Chile | 1988-1991 |
| Cobreloa             | Chile | 1992-1997 |
| Universidad Católica | Chile | 1998-1999 |
| Cobreloa             | Chile | 2000-2005 |

## Palmarés

### Campeonatos nacionales
| Título           | Club     | País  | Año    |
| ---------------- | -------- | ----- | ------ |
| Primera División | Cobreloa | Chile | 1992   |
| Primera División | Cobreloa | Chile | 2003-A |
| Primera División | Cobreloa | Chile | 2003-C |
| Primera División | Cobreloa | Chile | 2004-C |

| Predecesor: Héctor Puebla Pablo Abdala | Capitán de Cobreloa 1997 2003-2004 | Sucesor: Juan Manuel Silva Nelson Tapia |